# Tyler Cloyd
Tyler James Cloyd (né le 16 mai 1987 à Bellevue, Nebraska, États-Unis) est un lanceur droitier des Ligues majeures de baseball sous contrat avec les Indians de Cleveland.

## Carrière
Joueur évoluant en 2006 et 2007 pour les Athletics de l'Université du Nebraska à Omaha, Tyler Cloyd est drafté en 18e ronde par les Phillies de Philadelphie en 2008.
En ligues mineures, le lanceur partant droitier se distingue chez les Iron Pigs de Lehigh Valley de la Ligue internationale en 2012, où il remporte 12 de ses 13 décisions en 22 départs, maintenant une moyenne de points mérités de 2,35 en 142 manches au monticule. Cloyd avait débuté l'année en Double-A à Reading avant de graduer en Triple-A pour la première fois à l'âge de 25 ans. Il est nommé meilleur lanceur de l'année 2012 dans la Ligue internationale et termine sa saison en ligues mineures avec une fiche victoire de 15-1 et une moyenne de points mérités de 2,26 en 167 manches lancées au total pour les clubs de Reading et Lehigh Valley. Ce lanceur qui pourtant n'a jamais été considéré comme un prospect des Phillies de Philadelphie et dont la balle rapide atteint rarement les 145 km/h attire donc l'attention du club majeur.
Tyler Cloyd fait ses débuts dans la Ligue majeure avec Philadelphie le 29 août 2012 comme lanceur partant des Phillies face aux Mets de New York. Opposé à un autre lanceur recrue, Matt Harvey, Cloyd accorde trois points en six manches au monticule et, malgré une bonne première performance, subit la défaite dans le revers de 3-2 des Phillies. Il remporte sa première victoire à son départ suivant contre les Reds de Cincinnati.
Il rejoint les Indians de Cleveland pour 2014 mais passe l'année dans les mineures avec les Clippers de Columbus.